# Utricularia salwinensis
Utricularia salwinensis este o specie de plante carnivore din genul Utricularia, familia Lentibulariaceae, ordinul Lamiales, descrisă de Hand.-mazz.. Conform Catalogue of Life specia Utricularia salwinensis nu are subspecii cunoscute.